# Исландская крона
Исла́ндская кро́на (исл. íslensk króna) — денежная единица Исландии. Введена в 1885 году.
Первоначально крона состояла из 100 эйре (исл. eyrir, мн. ч. исл. aurar), но с 1 января 1995 года эйре не применяется в наличном обращении. С 1 января 1999 года, в соответствии с Законом от 27 апреля 1998 года № 36, при расчётах суммы должны округляться до 50 эйре. В сентябре 2002 года принят закон об отмене деления кроны на разменные единицы с 1 октября 2003 года. В настоящее время разменной денежной единицы в Исландии официально не существует.

## Монеты

### Монеты 1922—1943 годов
Чеканка монет в кронах начата в 1925 году. Первоначально на всех монетах помещался вензель короля Кристиана X.
| Монеты 1922—1943 годов | Монеты 1922—1943 годов | Монеты 1922—1943 годов | Монеты 1922—1943 годов | Монеты 1922—1943 годов | Монеты 1922—1943 годов | Монеты 1922—1943 годов                                                    | Монеты 1922—1943 годов |
| Изображение            | Номинал                | Диаметр (мм)           | Толщина (мм)           | Масса (г)              | Материал               | Описание                                                                  |                        |
| ---------------------- | ---------------------- | ---------------------- | ---------------------- | ---------------------- | ---------------------- | ------------------------------------------------------------------------- | ---------------------- |
|                        | 1 эйре                 | 15                     | 1,5                    | 1,2                    | бронза                 | Гурт:гладкий Годы выпуска:1926, 1931, 1937, 1938, 1939, 1940, 1942        |                        |
|                        | 2 эйре                 | 19                     | 3                      | 1,4                    | бронза                 | Гурт:гладкий Годы выпуска:1926, 1931, 1938, 1940, 1942                    |                        |
|                        | 5 эйре                 | 24                     | 6                      | 2                      | бронза                 | Гурт:гладкий Годы выпуска:1926, 1931, 1940, 1942                          |                        |
|                        | 10 эйре                | 15                     | 1,5                    | 1,1                    | Медно-никелевый сплав  | Гурт:рубчатый Годы выпуска:1922, 1923, 1925, 1929, 1933, 1936, 1939, 1940 |                        |
|                        | 10 эйре                | 15                     | 1,3                    | 1,1                    | цинк                   | Гурт:рубчатый Годы выпуска:1942                                           |                        |
|                        | 25 эйре                | 17                     | 2,4                    | 1,1                    | Медно-никелевый сплав  | Гурт:рубчатый Годы выпуска:1922, 1923, 1925, 1933, 1937, 1940             |                        |
|                        | 25 эйре                | 17                     | 2,4                    | 1,5                    | цинк                   | Гурт:рубчатый Годы выпуска:1942                                           |                        |
|                        | 1 крона                | 22,5                   | 4,75                   | 1,8                    | бронза                 | Гурт:рубчатый Годы выпуска:1925, 1929, 1940                               |                        |
|                        | 2 кроны                | 28                     | 9,5                    | 2,25                   | бронза                 | Гурт:рубчатый Годы выпуска:1925, 1929, 1940                               |                        |

### Монеты 1944—1980 годов
В 1944 году Исландия провозглашена республикой, в 1946 году начата чеканка монет без королевской символики.
| Монеты 1944—1980 годов | Монеты 1944—1980 годов | Монеты 1944—1980 годов | Монеты 1944—1980 годов | Монеты 1944—1980 годов | Монеты 1944—1980 годов | Монеты 1944—1980 годов                                                                                  | Монеты 1944—1980 годов |
| Изображение            | Номинал                | Диаметр (мм)           | Толщина (мм)           | Масса (г)              | Материал               | Описание                                                                                                |                        |
| ---------------------- | ---------------------- | ---------------------- | ---------------------- | ---------------------- | ---------------------- | --- | ---------------------- |
|                        | 1 эйре                 | 15,1                   | 1,62                   | 1                      | бронза                 | Гурт:гладкий Годы выпуска:1946, 1953, 1956, 1957, 1958, 1959, 1966                                      |                        |
|                        | 5 эйре                 | 24                     | 6,06                   | 1,75                   | бронза                 | Гурт:гладкий Годы выпуска:1946, 1958, 1959, 1960, 1961, 1963, 1965, 1966                                |                        |
|                        | 10 эйре                | 15                     | 1,5                    | 1,17                   | Медно-никелевый сплав  | Гурт:рубчатый Годы выпуска:1946, 1953, 1957, 1958, 1959, 1960, 1961, 1962, 1963, 1965, 1966, 1967, 1969 |                        |
|                        | 10 эйре                | 14,64                  | 0,48                   | 1,2                    | алюминий               | Гурт:рубчатый Годы выпуска:1970, 1971, 1973, 1974                                                       |                        |
|                        | 25 эйре                | 17                     | 2,4                    | 1,4                    | Медно-никелевый сплав  | Гурт:рубчатый Годы выпуска:1946, 1951, 1954, 1957, 1958, 1959, 1960, 1961, 1962, 1963, 1965, 1966, 1967 |                        |
|                        | 50 эйре                | 19,04                  | 2,4                    | 1,2                    | Никелевая латунь       | Гурт:рубчатый Годы выпуска:1969, 1970, 1971, 1973, 1974                                                 |                        |
|                        | 1 крона                | 22,3 (22,5)            | 4,75                   | 1,4                    | бронза                 | Гурт:рубчатый Годы выпуска:1946                                                                         |                        |
|                        | 1 крона                | 22,3                   | 4,75                   | 1,5                    | Никелевая латунь       | 1946,                                                                                                   |                        |
|                        | 1 крона                | 16,01                  | 0,57                   | 1,25                   | алюминий               | Гурт:рубчатый Годы выпуска:1976, 1977, 1978, 1980                                                       |                        |
|                        | 2 кроны                | 28                     | 9,5                    | 2,25                   | бронза                 | Гурт:рубчатый Годы выпуска:1946                                                                         |                        |
|                        | 2 кроны                | 28                     | 9,5                    | 2,25                   | Никелевая латунь       | Гурт:рубчатый Годы выпуска:1958, 1962, 1963, 1966                                                       |                        |
|                        | 5 крон                 | 20,75                  | 4                      | 1,68                   | Медно-никелевый сплав  | Гурт:гладкий Годы выпуска:1969, 1970, 1971, 1973, 1974, 1975, 1976, 1977, 1978, 1980                    |                        |
|                        | 10 крон                | 25                     | 6,52                   | 1,8                    | Медно-никелевый сплав  | Гурт:гладкий Годы выпуска:1967, 1969, 1970, 1974, 1973, 1974, 1975, 1976, 1977, 1978, 1980              |                        |
|                        | 50 крон                | 30                     | 12,38                  | 2,2                    | Медно-никелевый сплав  | Гурт:гладкий Годы выпуска:1970, 1971, 1973, 1974, 1975, 1976, 1977, 1978, 1980                          |                        |

### Монеты 1981—2011 годов

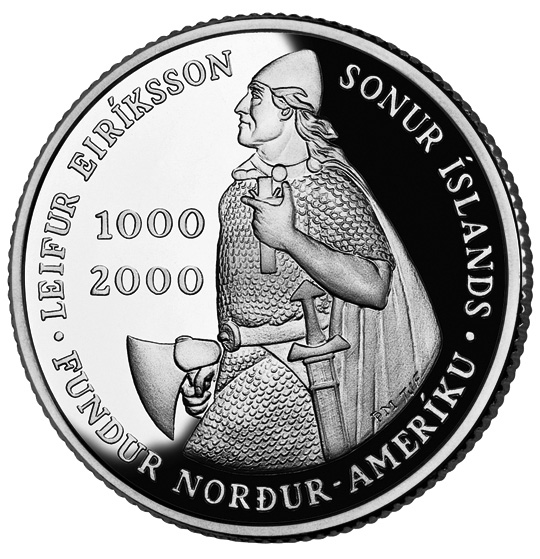
1000 крон 2000 года (1000 лет путешествию Лейфа Эрикссона), аверс

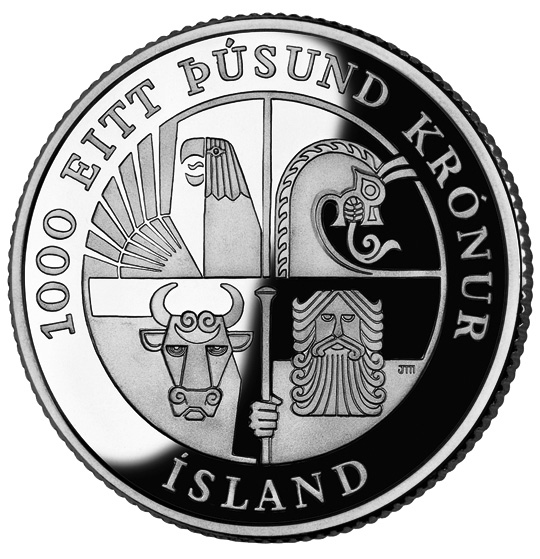
1000 крон 2000 года (1000 лет путешествию Лейфа Эрикссона), реверс

1 января 1981 года проведена деноминация исландской кроны 100:1 и выпущены монеты нового образца. Монеты образца 1981 в эйре изготавливались из латуни, в кронах — из медно-никелевого сплава.
Исландские монеты чеканились Королевским датским монетным двором, Королевским монетным двором Великобритании и частным монетным двором в Бирмингеме.
|  | 5 эйре   | 15    | 1,1  | 1,5  | Бронза                      | Гурт: гладкий Реверс: номинал, гладкий скат. Годы выпуска: 1981 Год изъятия: 2003                             |
|  | 10 эйре  | 17    | 1    | 2    | Бронза                      | Гурт: гладкий Реверс: номинал, кальмар. Годы выпуска: 1981 Год изъятия: 2003                                  |
|  | 50 эйре  | 19,5  | 1,3  | 3    | Бронза                      | Гурт: гладкий Реверс: номинал, северная креветка. Годы выпуска: 1981 Год изъятия: 2003                        |
|  | 50 эйре  | 19,5  | 1,3  | 2,7  | Сталь с бронзовым покрытием | Гурт: гладкий Годы выпуска: 1986 Год изъятия: 2003                                                            |
|  | 1 крона  | 21,50 | 1,66 | 4,50 | медь+никель                 | Гурт: рубчатый Реверс: номинал, атлантическая треска. Годы выпуска: 1981 1984 1987                            |
|  | 1 крона  | 21,50 | 1,66 | 4,00 | сталь, плак. никелем        | Гурт: рубчатый Годы выпуска: 1989 1991 1992 1994 1996 1999 2000 2003 2005 2006 2007 2011                      |
|  | 5 крон   | 24,50 | 1,7  | 6,50 | медь+никель                 | Гурт: рубчатый Реверс: номинал, дельфины-белобочки. Годы выпуска: 1981 1984 1987 1992                         |
|  | 5 крон   | 24,50 | 1,7  | 6,50 | сталь, плак. никелем        | Гурт: рубчатый Годы выпуска: 1996 1999 2000 2005 2006 2007 2008                                               |
|  | 10 крон  | 27,50 | 1,78 | 8,00 | медь+никель                 | Гурт: рубчатый Реверс: номинал, мойва. Годы выпуска: 1984 1987 1994                                           |
|  | 10 крон  | 27,50 | 1,78 | 7,00 | сталь, плак. никелем        | Гурт: рубчатый Годы выпуска: 1996 2000 2004 2005 2006 2008                                                    |
|  | 50 крон  | 23,00 | 2,60 | 8,25 | бронза                      | Гурт: рубчатый Реверс: номинал, Carcinus maenas. Годы выпуска: 1987 1992 2000 2001 2005                       |
|  | 100 крон | 25,50 | 2,25 | 8,50 | бронза                      | Гурт: рубчатый с гладким участками Реверс: номинал, пинагор. Годы выпуска: 1995 2000 2001 2004 2006 2007 2011 |

## Банкноты

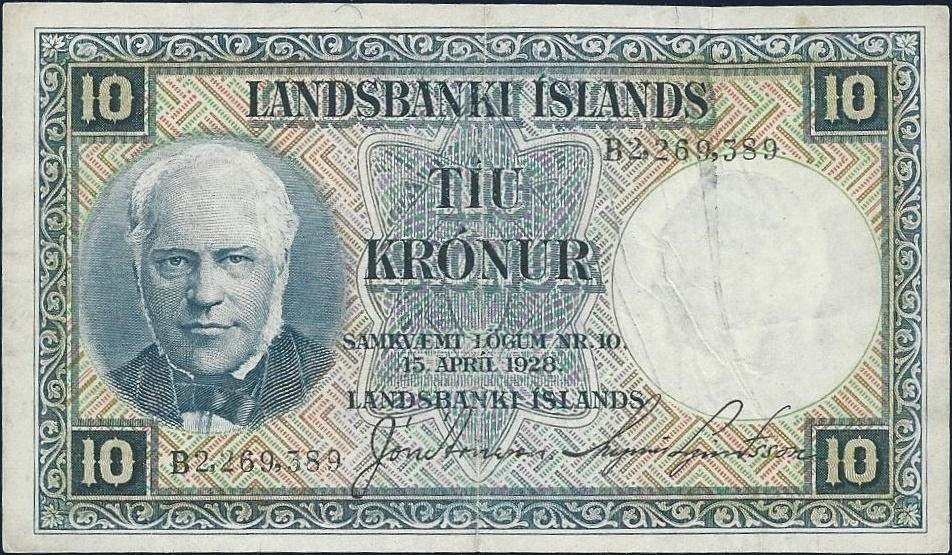
10 крон 1928 года

Выпуск исландских банкнот начат на основании закона от 18 сентября 1885 года. Первый выпуск банкнот состоял из трёх номиналов — 5, 10 и 50 крон Национального казначейства образца 1886 года. В 1904 году начал выпуск банкнот частный Банк Исландии, а в 1907 году — государственный Национальный банк Исландии. В 1927 году Национальный банк Исландии получил исключительное право выпуска банкнот.
В 1947 году выпущены банкноты нового образца, которые в период с 31 декабря 1947 года по 9 января 1948 года были обменены банкноты предыдущих выпусков 1:1.
В 1961 году создан Центральный банк Исландии. В 1963 банк начал выпуск банкнот, которые постепенно заменяли в обращении банкноты Национального банка.
1 января 1981 года проведена деноминация 100:1, обмен производился до 30 июня того же года. Выпущены банкноты образца 1981 года в 10, 50, 100 и 500 крон. В 1984 году выпущена купюра в 1000 крон, в 1986 году — 5000 крон, в 1995 году — 2000 крон, в 2013 году — 10 000 крон. На банкнотах всех этих номиналов используется водяной знак в виде портрета Йоуна Сигурдссона.
В 1984 году Центральный банк Исландии прекратил выпуск банкнот достоинством 10 крон, в 1987 году — 50 крон, а в 1995 году — 100 крон. С 1 июня 2007 года номиналы в 10, 50 и 100 крон выведены из обращения.
| Исландская крона выпуска 1981 года | Исландская крона выпуска 1981 года | Исландская крона выпуска 1981 года | Исландская крона выпуска 1981 года | Исландская крона выпуска 1981 года | Исландская крона выпуска 1981 года                                                | Исландская крона выпуска 1981 года | Исландская крона выпуска 1981 года | Исландская крона выпуска 1981 года |
| Изображение                        | Номинал (крон)                     | Размеры (мм)                       | Основные цвета                     | Описание                           | Описание                                                                          | Дата выпуска                       | Год, указанный на банкнотах        | Дата изъятия                       |
| Изображение                        | Номинал (крон)                     | Размеры (мм)                       | Основные цвета                     | Лицевая сторона                    | Оборотная сторона                                                                 | Дата выпуска                       | Год, указанный на банкнотах        | Дата изъятия                       |
| ---------------------------------- | ---------------------------------- | ---------------------------------- | ---------------------------------- | ---------------------------------- | --------------------------------------------------------------------------------- | ---------------------------------- | ---------------------------------- | ---------------------------------- |
|                                    | 10                                 | 130×70                             | синий                              | Арнгримур Йоунссон                 | Старые бытовые сцены в Исландии на основе картины Августа Мейера                  | 1981                               | 1961                               | 1 июня 2007                        |
|                                    | 50                                 | 135×70                             | коричневый                         | Гудбрандур Торлакссон              | Печать Библии в типографии                                                        | 1981                               | 1961                               | 1 июня 2007                        |
|                                    | 100                                | 140×70                             | зелёный                            | Арни Магнуссон                     | Учёный за работой                                                                 | 1981                               | 1961 1986                          | 1 июня 2007                        |
|                                    | 500                                | 145×70                             | красный                            | Йоун Сигурдссон                    | Йоун Сигурдссон и исландский гобелен — Рейкьявикская средняя школа второй ступени | 1981                               | 1961 1986 2001                     | В обращении                        |
|                                    | 500                                | 145×70                             | красный                            | Йоун Сигурдссон                    | Йоун Сигурдссон и исландский гобелен — Рейкьявикская средняя школа второй ступени | 2005                               | 2001                               | В обращении                        |
|                                    | 1000                               | 150×70                             | фиолетовый оранжевый               | Бриньольфур Свейнссон              | Церковь в Скалхольте                                                              | 1984                               | 1961 1986 2001                     | В обращении                        |
|                                    | 1000                               | 150×70                             | фиолетовый оранжевый               | Бриньольфур Свейнссон              | Церковь в Скалхольте                                                              | 2004                               | 2001                               | В обращении                        |
|                                    | 2000                               | 150×70                             | жёлтый коричневый                  | Йоханнес Кьярваль                  | «Тоска по полётам» и «Женщины и цветы» — картины Йоханнеса Кьярваля               | 1995                               | 1986                               | В обращении                        |
|                                    | 5000                               | 155×70                             | синий зелёный                      | Рагнхейдюр Йоунсдоуттир            | Рагнхейдюр Йоунсдоуттир и два ученика делают исландский гобелен                   | 1986                               | 1961                               | В обращении                        |
|                                    | 5000                               | 155×70                             | синий зелёный                      | Рагнхейдюр Йоунсдоуттир            | Рагнхейдюр Йоунсдоуттир и два ученика делают исландский гобелен                   | 2003                               | 2001                               | В обращении                        |
|                                    | 10 000                             | 160×70                             | синий голубой                      | Йоунас Хадльгримссон               | Золотистая ржанка с птенцом, строки из стихотворения поэта                        | 2013                               | 2001 2019                          | В обращении                        |

## Кризис 2008 года и планируемый переход на евро
Кризис осенью 2008 года привел к падению курса исландской кроны на 53 % по отношению к доллару США. В январе 2009 года представитель Исландского правительства заявил:

Крона мертва. Нам нужна новая валюта. Единственной серьёзной альтернативой является евро.

В марте 2009 года в рапорте министра международных отношений Исландии Оссура Скарфединссона было указано на три возможности: оставить крону, ввести евро без вступления в ЕС и ввести евро путём вступления в ЕС. В рапорте была рекомендована третья возможность. Исландия начала переговоры о вступлении в ЕС. Переговоры начались в 2010 году, однако уже в 2013 они были приостановлены. В феврале 2014 года парламент Исландии поддержал инициативу министра иностранных дел об окончательном отказе от присоединения к Евросоюзу. 12 марта 2015 МИД Исландии объявило об отзыве заявки на вступление в Евросоюз.